# Kōji Ishizaka
Kōji Ishizaka (石坂 浩二, Ishizaka Kōji), né le 20 juin 1941 à Tokyo (Japon) sous le nom de Heikichi Mutō (武藤 兵吉, Mutō Heikichi), est un acteur japonais.

## Biographie
Kōji Ishizaka est diplômé de l'université Keiō avec un diplôme diplôme de droit. Il est conseiller spécial de la Japan Plamodel Industry Association et, le 23 février 2009, il fonde Rowguanes, un groupe de passionnés de maquettes en plastique pour les baby-boomers.

## Filmographie

### Au cinéma
- Série Kōsuke Kindaichi
  - 1976 : Le Complot de la famille Inugami (犬神家の一族, Inugami-ke no ichizoku?) : Kōsuke Kindaichi
  - 1977 : La Ballade du diable (悪魔の手毬唄, Akuma no temari-uta?) : Kōsuke Kindaichi
  - 1977 : L'Île de la prison (獄門島, Gokumon-tō?) : Kōsuke Kindaichi
  - 1978 : La Reine des abeilles (女王蜂, Joōbachi?) : Kōsuke Kindaichi
  - 1979 : La Maison du pendu (病院坂の首縊りの家, Byōinzaka no kubikukuri no ie?) : Kōsuke Kindaichi
  - 2006 : Les Inugamis (犬神家の一族, Inugami-ke no ichizoku?) (remake) : Kōsuke Kindaichi
- 1983 : Les Quatre Sœurs Makioka (細雪, Sasame-yuki?) de Kon Ichikawa : Teinosuke
- 1984 : Ohan (おはん, Ohan?) de Kon Ichikawa : le mari d'Ohan
- 1984 : Le Retour de Godzilla : Un opérateur de réacteur
- 1985 : La Harpe birmane : Inoue
- 1985 : Kiken na onnatachi
- 1986 : Bakumatsu Seishun Graffiti: Ronin Sakamoto Ryōma : Katsu Kaishū
- 1987 : La Princesse de la Lune (竹取物語, Taketori monogatari?) de Kon Ichikawa : Mikado
- 1987 : L'Actrice
- 1990 : Ultra Q The Movie: Legend of the Stars : le narrateur
- 1994 : 47 Ronin : Yanagisawa Yoshiyasu
- 2001 : Ultraman Cosmos: Le premier contact : le narrateur
- 2002 : Ultraman Cosmos 2: The Blue Planet : le narrateur
- 2006 : Sinking of Japan : Premier ministre Yamamoto
- 2007 : Pokémon: The Rise of Darkrai : Darkrai (voix)
- 2008 : Superior Ultraman 8 Brothers : le narrateur
- 2008 : Suspect X : un expert
- 2009 : Shizumanu taiyō : Masayuki Kunimi
- 2010 : Ultraman Zero: La revanche de Belial : le narrateur
- 2013 : Library Wars :  Gén Nishina[3]
- 2015 : Library Wars: La dernière mission : Gén Nishina
- 2019 : Tannisho : Shinran (voix)
- 2020 : Livre de recettes de Mio
- 2021 : Zokki[4]

## Distinctions
Sauf indication contraire, les informations mentionnées dans cette section peuvent être confirmées par la base de données cinématographiques IMDb,  présente dans la section « Liens externes ».

### Nomination
- 1985 : prix du meilleur acteur pour son interprétation dans Ohan aux Japan Academy Prize[5]